# Mas d'en Perdiu
El Mas d'en Perdiu és un mas considerat monument protegit com a bé cultural d'interès local del municipi de Botarell (Baix Camp).

## Descripció

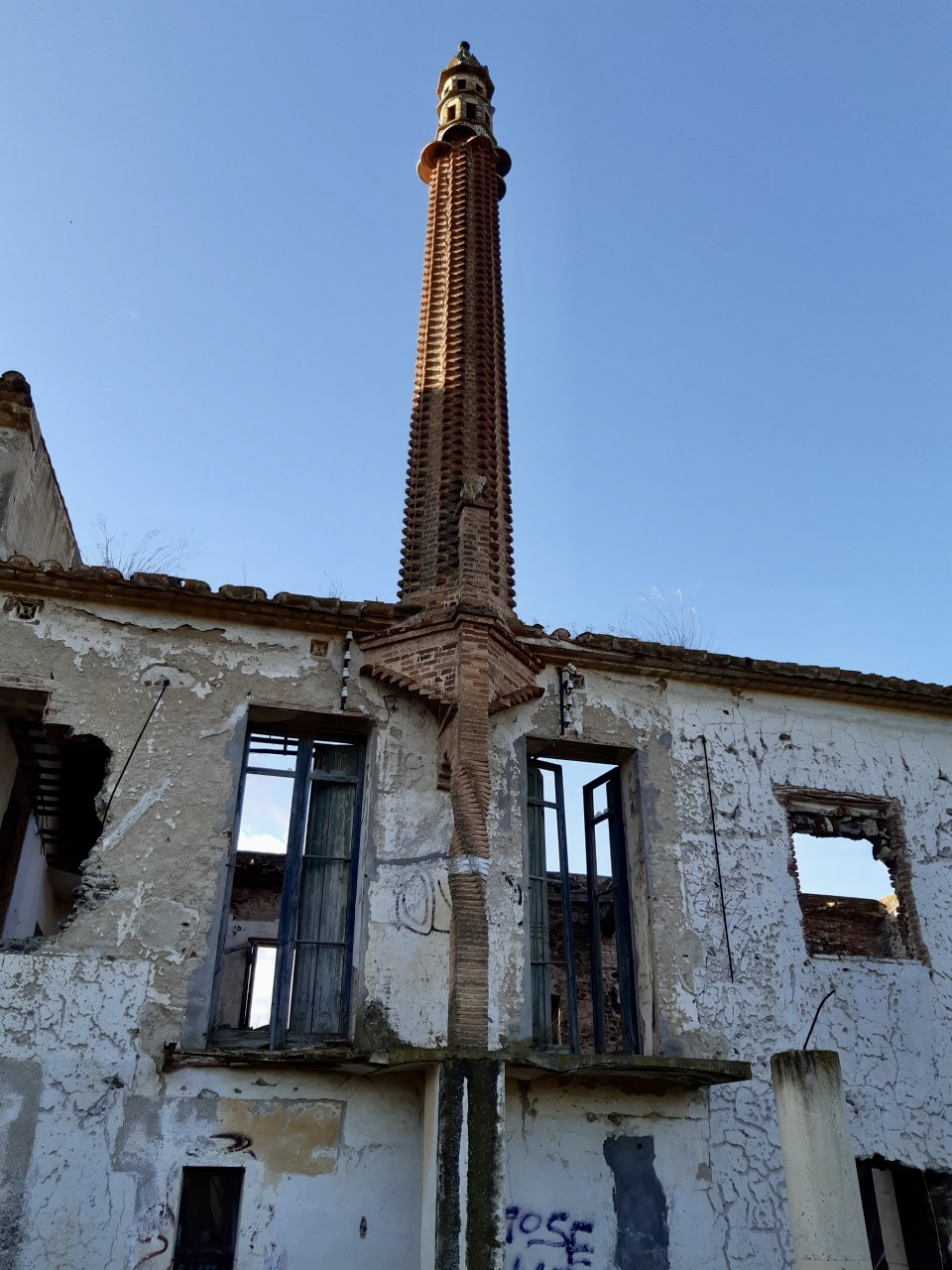
Fumera del mas d'en Perdiu

El Mas d'en Perdiu està situat a la vora del camí que, passant pel Mas d'en Duran, va a les Voltes i al qual s'accedeix des de la carretera d'Alcolea. L'obra de reforma, modernista, va constituir en la transformació d'un magatzem agrícola en habitatge, amb la introducció d'elements d'alt nivell de disseny. El menjador recull quasi exclusivament tots els elements d'interès. Són destacables la xemeneia, construïda exteriorment de maó vist i interiorment de ceràmica vidriada, que està suportada per una columna helicoidal, els treballs de serralleria de les baranes dels balcons i de les reixes i els d'ornamentació interior, pintures florals, el llum telescòpic giratori, i un escalfapanxes realitzat en ceràmica vidriada, de la millor època. Actualment (2021), el mas es troba en molt mal estat, com es veu a la imatge.

## Història
La porta del que avui és el magatzem que hi ha als baixos dona a entendre que la construcció primitiva del mas va ésser feta al segle xviii. Les obres de reforma varen efectuar-se l'any 1910, i foren encomanades a l'arquitecte Rubió gràcies amb la seva relació amb la família Serra. El mas havia format part del nucli de població de la Quadra dels Tascals.